# Chiesa di San Floriano (Vallarsa)
La chiesa di San Floriano è la parrocchiale di Riva, frazione di Vallarsa in Trentino. Fa parte della zona pastorale della Vallagarina dell'arcidiocesi di Trento e risale al XVIII secolo.

## Storia

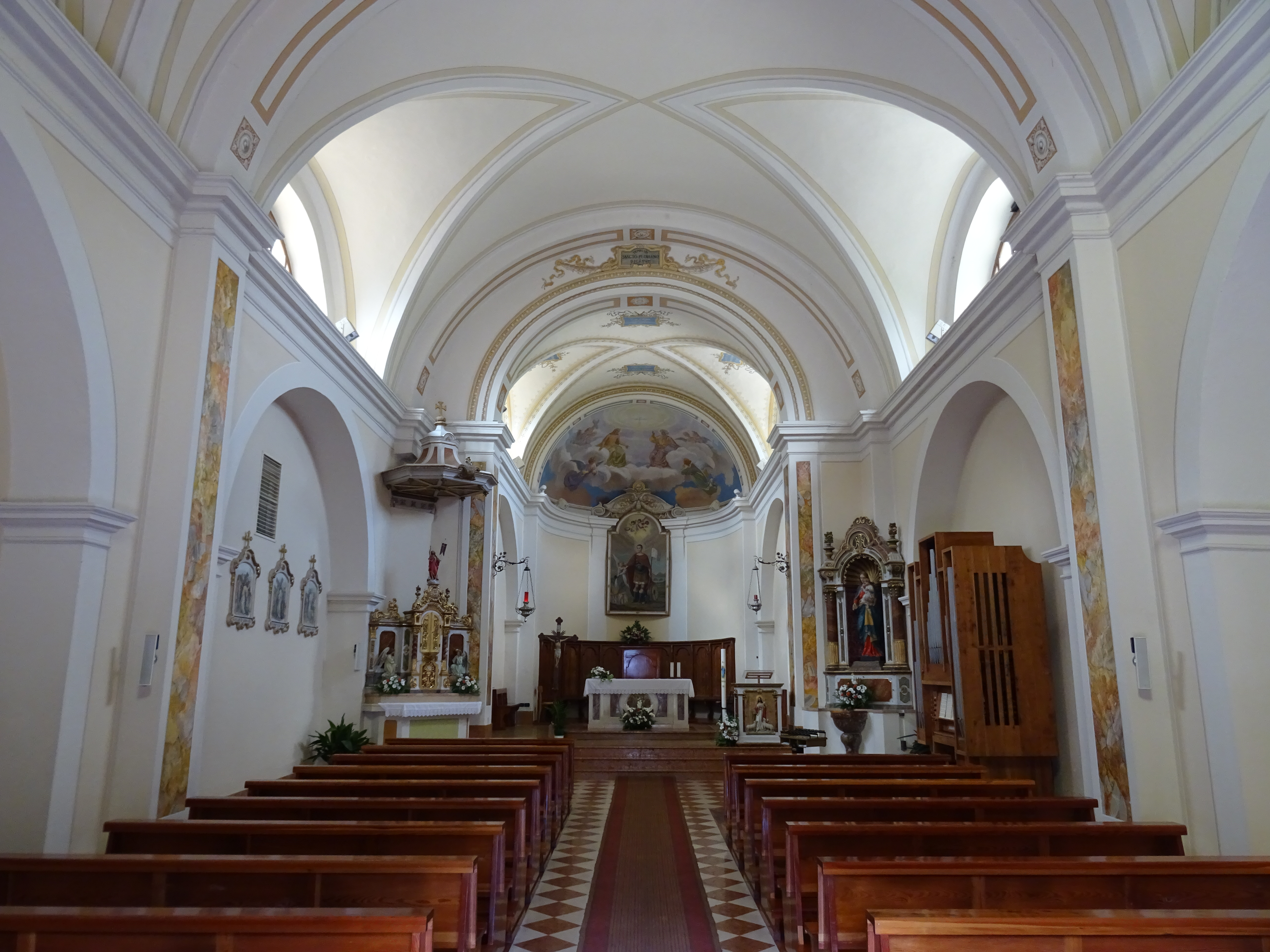
Interno

La fondazione della chiesa a Riva di Vallarsa pare sia databile ai primi anni del XVIII secolo quando il sacerdote Bartolomeo Riva (anche chiamato Rippa), grazie ad un permesso vescovile, utilizzò come cappella una stanza della sua abitazione. Questo primitivo e particolare luogo di culto venne benedetto nel 1708 e fu utilizzato anche per la celebrazione della messa. Nel giro di pochi anni, a causa del numero di fedeli crescente, si decise di edificare un nuovo tempio indipendente, su un terreno della famiglia del sacerdote e in posizione non lontana dal sito della moderna chiesa. La dedicazione fu da quel momento per San Floriano, e venne descritto in una visita pastorale del 1750 come edificio con un'unica navata ospitante un solo altare.
Attorno alla seconda metà del XIX secolo, grazie ad un lascito importante del parroco di Borgo Sacco, Bartolomeo Ferrari, la comunità di Riva poté iniziare la costruzione del nuovo luogo di culto, munito di canonica, e pensare anche al mantenimento di un sacerdote. Nel 1865 quindi la cappella di San Floriano ottenne la dignità curiaziale e divenne sussidiaria della vicina chiesa di San Vigilio. L'edificio venne ultimato nel 1869 e nove anni dopo venne consacrato. La primitiva cappella, che sorgeva a breve distanza, fu demolita nel 1896. Nel secondo decennio del XX secolo venne eretta la torre campanaria e le quattro campane vennero fuse dalla ditta trentina Chiappani.
Durante il primo conflitto mondiale, come avvenne anche per la vicina località di Obra, gli abitanti furono costretti ad abbandonare le loro case ed il paese fu bombardato. La chiesa subì gravi danni con l'abbattimento della sacrestia, la rovina delle coperture e distruzioni di parti del presbiterio e della facciata. Andarono perduti arredi e suppellettili salvo pochi beni in precedenza trasferiti a Trento.
Nel primo dopoguerra fu possibile, dopo il ritorno degli sfollati, riparare i danni e ripristinare le condizioni precedenti con nuovi arredi, nuove campane e rinnovate decorazioni nella parte absidale, opera di Francesco Giustiniani. Ottenne dignità di chiesa parrocchiale nel 1953.

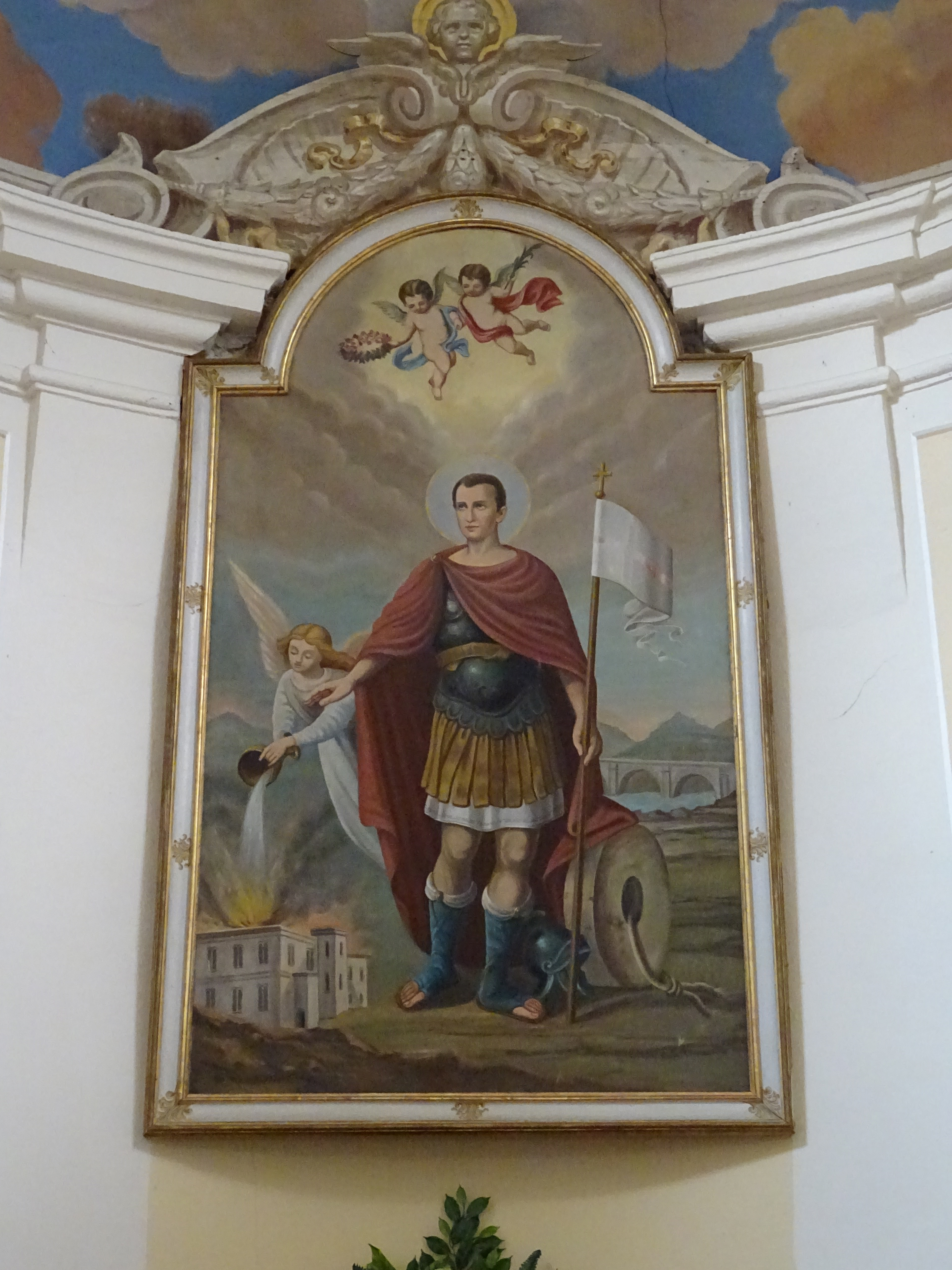
Pala d'altare con san Floriano

A partire dalla fine degli anni sessanta venne realizzato il necessario adeguamento liturgico, vennero rivisti gli impianti e si procedette con un ristrutturazione conservativa. L'organo a canne, del 1971, venne realizzato dalla ditta veronese di organi fondata da Barthélemy Formentelli.

## Descrizione

### Esterni
La facciata a capanna in stile neoclassico è semplice con frontone e portale architravato sovrastato in asse dall'oculo. La torre campanaria si trova alla sinistra in posizione avanzata, affiancata alla struttura. La cella si apre con quattro finestre a monofora.

### Interni
La navata interna è unica con volta a botte e ripartita in due campate. L'aula è arricchita da affreschi attribuiti a Francesco Giustiniani.